# Matthieu Arnold

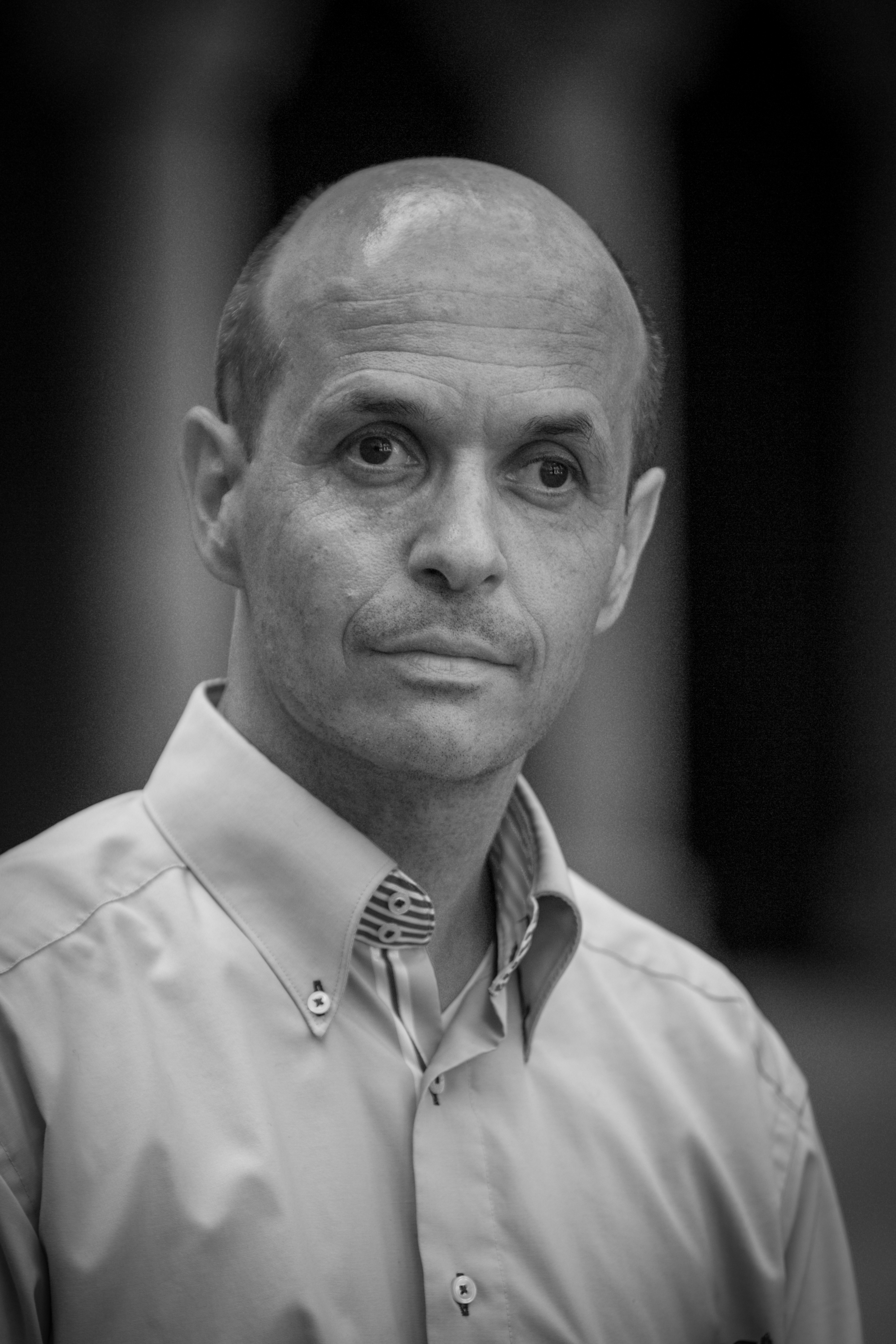
Matthieu Arnold (2015)

Matthieu Arnold (* 14. September 1965 in Straßburg) ist Professor für moderne und zeitgenössische Geschichte an der theologischen Fakultät der Universität Straßburg.

## Leben
Nach seiner Schulzeit am Lyceum Bartholdi in Colmar, wo er im Jahre 1983 das Baccalauréat C (Mathematik) ablegte, setzte Arnold seine Studien an der Protestantisch-Theologischen Fakultät Straßburg fort. Im Jahre 1994 wurde er mit einer Arbeit über die Korrespondenz Martin Luthers promoviert. Von 1992 bis 1994 vervollständigte er seine Recherchen über Luther am Leibniz-Institut für Europäische Geschichte in Mainz. Von September 1994 bis August 1997 war er Pfarrer der Protestantischen Kirche Augsburgischen Bekenntnisses von Elsass und Lothringen. Im Jahre 1996 habilitierte er sich mit einer Arbeit über die Reformation und die Geschichte der Theologie in der ersten Hälfte des 20. Jahrhunderts. Am 1. September 1997 wurde er zum Professor an der Fakultät für protestantische Theologie in Straßburg ernannt. Er folgte Marc Lienhard auf dem Lehrstuhl für Geschichte des modernen Christentums. Im September 2002 wurde er als erster protestantischer Theologe als Junior am Institut universitaire de France ernannt. Er blieb bis August 2007. Danach unterrichtete er Geschichte des modernen Christentums an der Universität Neuenburg und der Universität Basel. Seit Dezember 2015 ist er assoziierter Professor am Centre d’études œcuméniques de Strasbourg.
Matthieu Arnold ist verheiratet und Vater zweier Kinder.
Arnolds Forschungen haben zwei Schwerpunkte: Die Reformation im 16. Jahrhundert (Martin Luther, Johannes Calvin, Martin Bucer, Johannes Sturm…, Frauen und Dissidenten der Reformation) und die protestantische Theologie des 20. Jahrhunderts (Albert Schweitzer, Oscar Cullmann, Dietrich Bonhoeffer und der Kirchenkampf, Predigten 1914–1918…).

## Auszeichnungen und Ämter
- Prix Schmutz 1988.
- Prix des Amis du Vieux Strasbourg 1988.
- Prix du Conseil Général du Bas-Rhin 1995.
- Prix Strasbourg 1996.
- Prix d’honneur des amis du Vieux Strasbourg 2010.
- Prix Bernheim de l’Académie des Inscriptions et Belles-Lettres 2017.
- Ehrenmitglied des Institut universitaire de France.
- Direktor der Revue d’histoire et de philosophie religieuses seit 2006
- Direktor der Groupe de Recherches sur les Non-Conformistes religieux des XVIe et XVIIe s. et l’Histoire des Protestantismes (GRENEP) seit 1997.
- stellvertretender Dekan (Assesseur) der Faculté de Théologie protestante de Strasbourg seit 2002; und verantwortlich für den Master en théologie protestante
- Chefredakteur der Positions Luthériennes. Histoire, théologie, spiritualité von 1997 bis 2018, seitdem Präsident der Redaktion.
- Herausgeber der Buchreihen Écriture et Société (Presses universitaires de Strasbourg) und Études d’histoire de l’exégèse (Éditions du Cerf, mit Gilbert Dahan et Annie Noblesse-Rocher).
- Mitglied der Beiräte und Redaktionen von Revue d’Allemagne, Revue Alsace, Bulletin de la Société de l’Histoire du Protestantisme français.
- Präsident (1995–2005), dann Mitglied der Fondation Œcuménique Oscar Cullmann.
- Administrator der Association Française des Amis d’Albert Schweitzer.
- Mitglied der Luther-Gesellschaft und des Vereins für Reformationsgeschichte.
- Mitglied in der Akademie der Wissenschaften und der Literatur Mainz seit 2021

## Schriften
- La Faculté de Théologie protestante de l’Université de Strasbourg de 1919 à 1945, Strasbourg, Association des publications de la Faculté de Théologie protestante, 1990.
- La correspondance de Luther. Étude historique, littéraire et théologique, Philipp von Zabern, Mainz 1996.
- Les femmes dans la correspondance de Luther, Paris, Presses universitaires de france, 1998 (Études d’Histoire et de Philosophie religieuses 78).
- Martin Luther, Les Quatre-vingt-quinze thèses. Introduction, traduction et notes par Matthieu Arnold, Strasbourg, Oberlin, 2004,
- Luther, Œuvres, t. I, Paris: Gallimard, 1999. CI, 1599 pages (Bibliothèque de la Pléiade, 455). (mit M. Lienhard)
- Luther, Œuvres, t. II, Paris: Gallimard, 2017. XLIII, 1165 pages (Bibliothèque de la Pléiade 622).
- Correspondance de Martin Bucer, t. III–X (1527–1532), Brill: Leiden, 1995–2016.(mit J. Rott, R. Friedrich, B. Hamm et alii)
- (Hrsg., mit Rolf Decot): Frömmigkeit und Spiritualität. Auswirkungen der Reformation im 16. und 17. Jahrhundert / Piété et Spiritualité. L’impact de la Réformation aux XVIe et XVIIe siècles, Philipp von Zabern, Mainz 2002.
- (Hrsg., mit Berndt Hamm): Martin Bucer zwischen Luther und Zwingli,: Mohr Siebeck,  Tübingen 2003.
- Chrétiens et Églises face au nazisme : entre adhésion et résistance, Strasbourg, Association des Publications de la Faculté de Théologie protestante, 2005, 223 pages.(mit Christian Krieger)
- Annoncer l’Évangile (XVe–XVIIe siècle). Permanences et mutations de la prédication, Paris, Cerf (Patrimoines christianisme), 2006
- Prier 15 jours avec Dietrich Bonhoeffer, Domaine d’Arny, Nouvelle Cité, 2006.
- Quand Strasbourg accueillait Calvin 1538–1541. Catalogue de l’exposition à la Bibliothèque Nationale et Universitaire de Strasbourg, 22 octobre-12 décembre 2009, Strasbourg, Presses Universitaires de Strasbourg, 2009, 216 pages. (Sauf p. 33–41, dues à C. Wolff et R. Laurand.)
- (Hrsg.) Johannes Sturm (1507–1589). Rhetor, Pädagoge und Diplomat, Tübingen, Mohr Siebeck, 2009.
- Albert Schweitzer : les années alsaciennes (1875–1913), Strasbourg, La Nuée bleue, 2013.
- Albert Schweitzer, la compassion et la raison, Lyon, Olivétan (collection « Figures protestantes »), 2015, 135 pages.
- Matthieu Arnold, Marc Lienhard, Albert de Lange (Hrsg.): Straßburg = Strasbourg. 1. Auflage. Evangelische Verlagsanstalt, Leipzig 2016, ISBN 978-3-374-04418-4.
- Martin Luther, Fayard, 2017, ISBN 9782213643779
- Albert Schweitzer et l’éthique du respect de la vie, Strasbourg, Association des Publications de la Faculté de théologie protestante, 2018 (Travaux de la Faculté de Théologie protestante de Strasbourg 17)
- [ Karsten Lehmkühler et Marc Vial] « La vie tout entière est pénitence… » Les 95 thèses de Martin Luther (1517), Strasbourg, Presses Universitaires de Strasbourg, 2018 (Écriture et Société 7)
- Oscar Cullmann. Ein Leben für Theologie, Kirche und Ökumene, Zürich, TVZ, 2023.